# Хвалибуг, Феликс
Феликс Хвалибуг (пол. Feliks Chwalibóg; 1866—1930) — польский литератор. Известен как автор афоризмов, которые публиковал в газетах, а затем свёл в отдельную книгу. Занимался также переводами, в частности, переводил сказки (Рикки-Тикки-Тави) и рассказы Редьярда Киплинга.

## Наиболее известные афоризмы Феликса Хвалибуга
- Только новые заблуждения спасают нас от отчаяния после утраты старых.
- Говорить можно с каждым, а поговорить, почитай, и не с кем.
- Неуютный, холодный, жестокий и лживый мир, на который мы сетуем, — все это мы для других.
- Женщину, которой ты не стал бы целовать руку, не стоит целовать и в губы.
- Не слишком хитер тот, кто славится своей хитростью.
- Когда нас спрашивают о самом счастливом дне нашей жизни, мы отвечаем не сразу; но если речь идет о самых тяжелых минутах, нам не приходится рыться в памяти.